# Streamwood (Illinois)
Streamwood es una villa ubicada en el condado de Cook en el estado estadounidense de Illinois. En el Censo de 2010 tenía una población de 39858 habitantes y una densidad poblacional de 1.960,67 personas por km².

## Geografía
Streamwood se encuentra ubicada en las coordenadas 42°1′14″N 88°10′40″O / 42.02056, -88.17778. Según la Oficina del Censo de los Estados Unidos, Streamwood tiene una superficie total de 20.33 km², de la cual 20.24 km² corresponden a tierra firme y (0.43%) 0.09 km² es agua.

## Demografía
Según el censo de 2010, había 39858 personas residiendo en Streamwood. La densidad de población era de 1.960,67 hab./km². De los 39858 habitantes, Streamwood estaba compuesto por el 66% blancos, el 4.51% eran afroamericanos, el 0.87% eran amerindios, el 15% eran asiáticos, el 0.04% eran isleños del Pacífico, el 10.59% eran de otras razas y el 3% pertenecían a dos o más razas. Del total de la población el 28.2% eran hispanos o latinos de cualquier raza.